# Lepidodactylus mutahi
Lepidodactylus mutahi — вид геконоподібних ящірок родини геконових (Gekkonidae). Ендемік Папуа Нової Гвінеї.

## Опис
Довжина гекона Lepidodactylus mutahi (без врахування хвоста) становить 37-56 мм.

## Поширення і екологія
Lepidodactylus mutahi є ендеміками острова Бугенвіль в архіпелазі Соломонових островів. Вони живуть у вологих рівнинних тропічних лісах та в панданових заростях на прибережних болотах, трапляються на бананових плантаціях і в садах. Відкладають яйця.